# 2001
Évszázadok: 20. század – 21. század – 22. század
Évtizedek: 1950-es évek – 1960-as évek – 1970-es évek – 1980-as évek – 1990-es évek – 2000-es évek – 2010-es évek – 2020-as évek – 2030-as évek – 2040-es évek – 2050-es évek
Évek: 1996 – 1997 – 1998 – 1999 –  2000 – 2001 – 2002 – 2003 – 2004 – 2005 – 2006

## Fontosabb események

### Január
- január 1.
  - Hatályba lép a hulladékgazdálkodásról szóló 2000. évi XLIII. törvény, mely meghatározza azokat a hulladékgazdálkodási célokat és általános elveket, amelyek a természeti erőforrások fenntartható használatát célozzák.[1]
  - A 2001: Űrodüsszeiára utalva ismeretlen művész egy fekete, kb. 2,7 m magas monolitot helyez el a seattle-i Magnuson Parkban.
- január 20. – George W. Bush, az USA 43. elnökének beiktatása.
- január 22. – Háború Macedóniában az albán kisebbség, a Koszovói Felszabadítási Hadsereg és a szkopjei kormány között.

### Február
- február 9. – Pristinában felavatják a magyar részről felajánlott Megelőző Egészségügyi Laboratóriumot.
- február 15. – Faludi Tímea letartóztatásával kipattan az ún. Fekete Angyal-ügy.

### Március
- március 4. – A portugáliai Duero folyó fölötti fémhíd leszakadásakor 77 ember veszíti életét.
- március 27. – Pécroti vasúti baleset

### Április
- április 28. − A vejcei mészárlás Macedóniában.

### Május
- május 9. – A ghánai Ohene Djan Stadionban történt tömegszerencsétlenségben 126 ember veszti életét.
- május 16. – Megnyílik az újonnan épült Zalaegerszeg-Muraszombat vasútvonal.
- május 22. – Macedón győzelem a liszeci csatában az albán gerillák felett.
- május 24. – A talpioti szerencsétlenség, a modernkori Izrael addigi legnagyobb polgári katasztrófája.
- május 31. – A NATO és EU külügyminisztereinek első hivatalos találkozója Budapesten.

### Június
- június 24. – Hazánkban útjára indul a geocaching játék.

### Július
- július 20. – Genovában a G8-ak csúcstalálkozóján globalizációellenes tüntetés volt, ahol egy ember meghalt. 2001. szeptember 11-ei terrortámadás

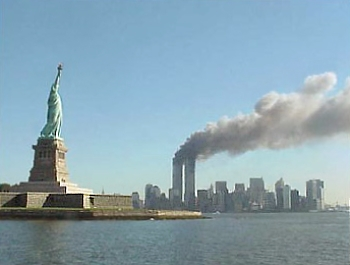
2001. szeptember 11-ei terrortámadás

### Augusztus
- augusztus 8. – Magyarország 41 fő magyar civil szakértőt ajánl fel a NATO-nak a macedóniai fegyverbegyűjtéshez és fegyvermegsemmisítéshez.
- augusztus 13. – Az ohridi egyezmény aláírása a macedón kormány és az albánok között, ami végett vett a január óta zajló fegyveres konfliktusnak.[2]
- augusztus 25. – A második Budapest Parádé.

### Szeptember

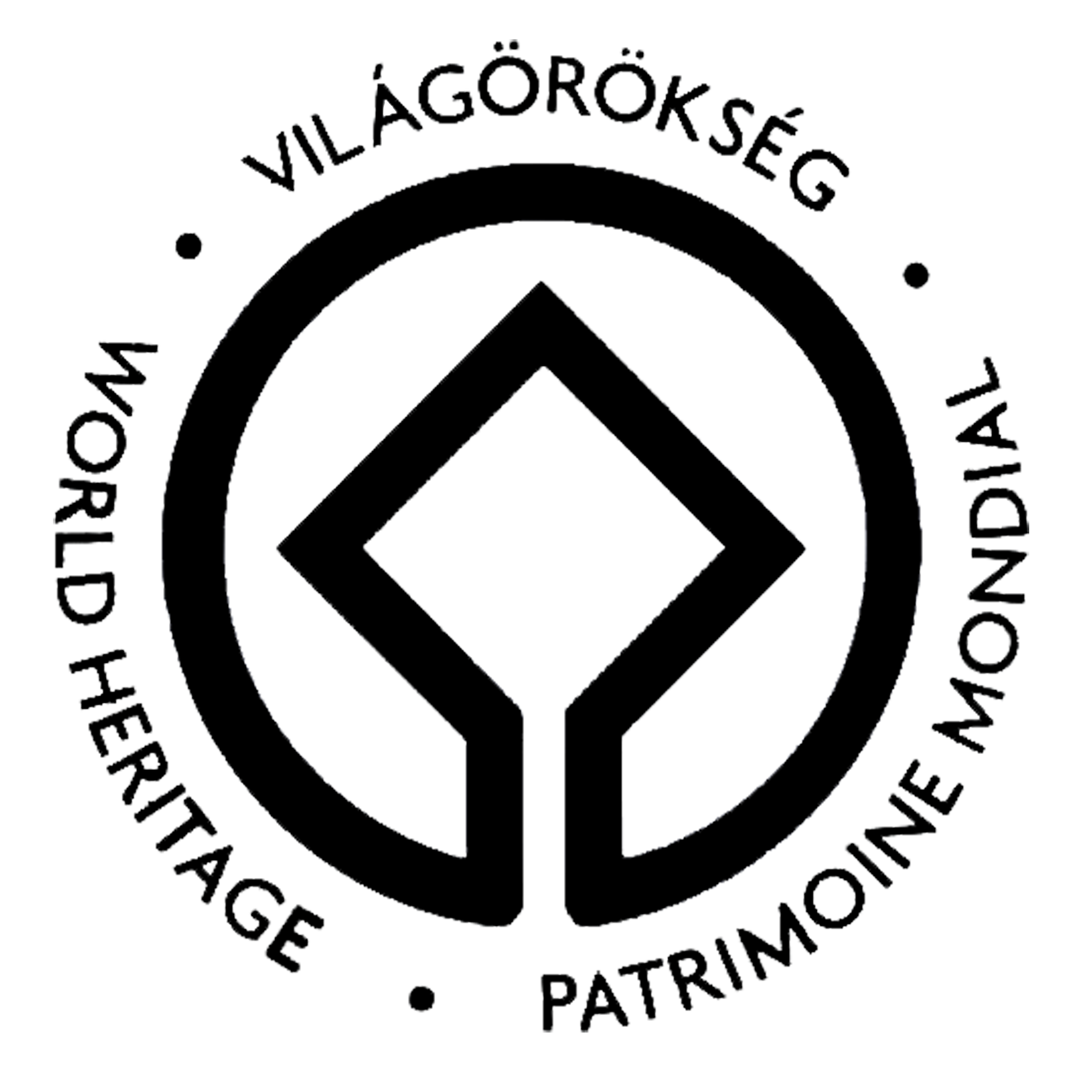
A világörökség magyar logója

- szeptember 1. – A Magyar Honvédség Szárazföldi Vezérkar megnevezése a Magyar Honvédség Szárazföldi Parancsnokság megnevezésre változik.
- szeptember 4. – Az UNESCO Tihanyi Kálmán „radioskóp”-ról 1926-ban kelt szabadalmi bejelentését felveszi a Világemlékezet Program regiszerébe. (A magyarok közül ez az első alkotás, amely felkerül a világlistára.)
- szeptember 5. – Elindul a magyar Wikipédia nulladik változata. (A mai változat 2003. július 8-án indult.)
- szeptember 9. – Aljakszandr Lukasenka győzelmével zárul a fehérorosz elnökválasztás, ám ezt az 1996-os választástól eltérően már nem lehet szabadnak és tisztességesnek minősíteni.[3]
- szeptember 9–10. – Nemzetközi repülőnap Szentkirályszabadján.
- szeptember 11. – Az USA történetének legsúlyosabb terrortámadásában az al-Káida 19 embere összehangolt akcióval eltérít négy utasszállító repülőgépet, kettőt a New York-i World Trade Center két felhőkarcolójába, egyet a washingtoni Pentagon épületébe vezetnek, a feltételezhetően a törvényhozás (Capitolium) felé tartó negyediken az utasok megtámadják az eltérítőket, és a gép Pennsylvania államban lezuhan. (A halálos áldozatok száma összesen 2977 volt. Az akciót csaknem egy évtizeden át tervezte Oszáma bin Láden.)[4]
- szeptember 14. – George W. Bush amerikai elnök ellátogat az összeomlott ikertornyokhoz, válaszcsapást ígér, és szükségállapotot hirdet, ami kiszélesíti a jogkörét a hadsereg bevetésére. (Három nappal később egy titkos memorandumban felhatalmazta a Központi Hírszerző Ügynökséget (CIA), hogy bárkit bárhol elfogjon és őrizetben tartson, aki veszélyt jelent az USA számára.)[4]
- szeptember 18.
  - A NATO Egészségügyi Tanácsának 16. ülése Budapesten.
  - Az Egyesült Államokban szerkesztőségekbe és kongresszusi hivatalokba anthraxot tartalmazó leveleket postáznak, a lépfene-baktériumok öt ember halálát és pánikot okoznak. (A hírszerzés Szaddám Huszein iraki diktátort nevezte meg felelősnek, de a gyanú végül egy amerikai tudósra vetült.)[4]
  - Az Egyesült Államokban életbe lép a kongresszus felhatalmazása arra, hogy Bush elnök minden szükséges eszközt felhasználhat a terrortámadást elkövetők és az őket támogatók ellen.[4]

### Október
- október 7. – Miután a NATO – történetében először – életbe lépteti a kollektív önvédelemről szóló ötödik cikkelyét, az USA és Nagy-Britannia támadást indít Afganisztán ellen – később több szövetséges is csatlakozik –, ahol a tálib rezsim védelmét élvezi az Al-Káida.[4]
- október 11. – Átadják a Mária Valéria hidat Esztergom és Párkány között.
- október 13. – Hóman Bálint, korábbi vallás- és közoktatásügyi miniszter újratemetése Tasson, a Darányi család kriptájában.[5]
- október 21. – Tartományi választásokat tartanak Berlinben.
- október 26. – Bush elnök aláírja a kongresszus mindkét házában óriási többséggel elfogadott Patriot-törvényt, amely a szövetségi kormány terrorizmus elleni válaszadási képességeit volt hivatott megteremteni. (Később kiderült, hogy széles körű, alkotmányellenes megfigyelésekre is használták.)[4]

### November
- november 19. – Az Egyesült Államokban létrejön a Közlekedési Biztonsági Hivatal (TSA), amely átveszi az amerikai repülőterek biztonsági ellenőrzését a korábban ezt a feladatot végző magáncégektől.[4]
- november 20. – Rétságon hat ember halálát okozza egy lengyel kamionos, amikor egy buszmegállóba hajt.
- november 23. – Budapesten aláírják a nemzetközi számítógépes bűnözés elleni egyezményt.[6]

### December
- december 2. – A Houstoni Enron energetika vállalat csődöt jelent.
- december 4. – Először rendezik meg Magyarországon a Reklámzabálók éjszakáját.[7]
- december 6. – Budapest 40 fős magyar felderítőegységet ajánl fel a macedóniai NATO-erőhöz.
- december 20. – Az ENSZ Biztonsági Tanácsa az 1386. számú határozatával létrehozza az ISAF-missziót. (Irányítását 2003. augusztus 11-én a NATO vette át.)
- december 21. – Megalakul a Centrum Párt, elnöke Kupa Mihály.
- december 30. – Az Inotai hőerőmű 50 év működés után befejezi működését.
- A Fertő tavat a UNESCO az emberiség világöröksége részévé nyilvánítja és a védett helyszínek világlistájára felveszi.

## Az év témái

### 2001 a filmművészetben
- Peter Jackson: A Gyűrűk Ura: A Gyűrű Szövetsége (film)
- Baz Luhrmann: Moulin Rouge!

### 2001 az irodalomban
- Megjelenik magyar fordításban Lois Lowry Az emlékek őre című disztópikus regénye.[8]

### 2001 a zenében
- Aaliyah: Aaliyah
- Aerosmith: Just Push Play
- Amanda Lear: Heart
- Alicia Keys: Songs in A Minor
- Aradszky László: Olaj a tűzre
- Anastacia: Freak of Nature
- Bereczki Zoltán: Száz év
- Back II Black: Örökké akarok élni
- Bee Gees: This Is Where I Came In
- Bosson: One in a Million
- Billy Joel: Fantasies & Delusions
- Charlie: Jazz
- Missy Elliott: Miss E... So Addictive
- Blue: All Rise
- Blink-182: Take Off Your Pants and Jacket
- Bon-Bon: Irány a légió!
- Britney Spears: Britney
- Bródy János: Kockázatok és mellékhatások
- Carole King: Love Makes the World
- Captain Jack: Top Secret
- Cher: Living Proof
- Chris Norman: Breathe Me In
- DJ BoBo: Planet Colors
- Daft Punk: Discovery
- Destiny’s Child: Survivor
- Depeche Mode:  Exciter
- Eichinger Quartet: Légúti panaszok
- Enrique Iglesias: Escape
- Eiffel 65: Contact!
- French Affair: Desire
- Fragma: Toca
- Five: Kingsize
- Finntroll: Jaktens Tid
- Garbage: Beautifulgarbage
- Geri Halliwell: Scream If You Wanna Go Faster
- Gorillaz: Gorillaz
- Gossip: That's Not What I Heard
- Groovehouse: Hajnal
- Halász Judit: Zenés mesék, mesés zenék: Mozart – Varázsfuvola
- Hooligans: Kánaán
- HIM: Deep Shadows and Brilliant Highlights
- Janet Jackson: All for You
- Jamiroquai: A Funk Odyssey
- Jay Chou: Fan tö hszi (Fantasy)
- Jennifer Lopez: J. Lo
- Katona Klári: Most
- Kylie Minogue: Fever
- Katy Perry: Katy Hudson
- Kosheen: Resist
- Koós János: Érzés
- Kovács Ákos: A hét parancsszó
- Keresztes Ildikó: Nekem más kell
- Kelis: Wanderland
- Kim Wilde: The Very Best of Kim Wilde
- Lasgo: Some Things
- Lisa Stansfield: Face Up
- Lenny Kravitz: Lenny
- Madonna: GHV2
- Macy Gray: The Id
- Mano Negra Illegal
- Mariah Carey: Glitter
- Mary J. Blige: No More Drama
- Mariah Carey: Greatest Hits
- Michael Jackson: Invincible
- Muse: Origin of Symmetry
- ’N Sync: Celebrity
- Nevergreen: Új sötét kor
- Nightwish: Over the Hills and Far Away
- Nickelback: Silver Side Up
- No Angels: Elle'ments
- No Doubt: Rock Steady
- Oops!: Érzem
- Pap Rita: Aranyalbum
- Pa-dö-dő: Egy kicsit bulizgatunk?
- Picasso Branch: Minden pillanat
- Pink Floyd: Echoes: The Best of Pink Floyd
- Pink: Missundaztood
- Rammstein: Mutter
- Roxette: Room Service
- Romantic: Nap, Hold, csillagok
- Robbie Williams: Swing When You’re Winning
- Sarah Connor: Green Eyed Soul
- Samantha Mumba: Gotta Tell You
- Safri Duo: Episode II
- Sean Combs: The Saga Continues...
- Scooter: We Bring the Noise!
- Shakira: Laundry Service
- Slipknot: Iowa
- Sophie Ellis-Bextor: Read My Lips
- Sylver: Chances
- Szekeres Adrien: Futok a szívem után
- Sweetbox: Classified
- System of a Down: Toxicity
- Tankcsapda: Agyarország
- T.A.T.u: 200 po vsztrecsnoj
- Thalía: Thalía con banda – grandes éxitos
- The Cranberries: Wake Up and Smell the Coffee
- Tiziano Ferro: Rosso Relativo
- The Carpenters: As Time Goes By
- Toni Braxton: Snowflakes
- TNT: Unplugged / Másképpen
- Unique: Úttalan utakon
- United: A Nap felé
- Unisex: Super Hits
- V.I.P.: Best of
- Westlife: World of Our Own
- Dr. Dre: Chronic 2001
- Zanzibar: Nem vagyok tökéletes
- Zámbó Jimmy: Csak a jók mennek el / Valahol bús dal szól / Volt egyszer négy oktáv / Karácsony Jimmy nélkül / 1958–2001
- Christina Aguilera, Lil' Kim, Mýa, és Pink feldolgozzák a Labelle Lady Marmalade című dalát, amely a Moulin Rouge! című filmben egy vegyesjáték részeként jelent meg. A dalban közreműködik Missy Elliott is. A dal világszerte nagy sikereket ért el a slágerlistákon.

### 2001 a politikában
- január 20. – George W. Bush lesz az Amerikai Egyesült Államok 43. elnöke
- szeptember 11. – A szeptember 11-ei terrortámadás az Amerikai Egyesült Államokban
- november 2. – A Bush elnök kormányzata szigorú pénzügyi szankciókat vezet be a Hamász, a Hezbollah és 20 más, terroristának bélyegzett csoport ellen.
- november 10. – Kínát felveszik a Kereskedelmi Világszervezetbe (WTO).
- november 13. – Az Európai Bizottság közzéteszi a csatlakozni kívánó államokat elemző 2001. évi jelentéseit, Magyarország a csatlakozásra várók között a 10 legfelkészültebb ország egyike, és 2002 végére befejezheti a csatlakozási tárgyalásokat.
- november 15-27. – Az afgán Északi Szövetség az USA segítségével 3300 hadifoglyot teherautó-konténerekbe kényszerít, majd golyózáporral végez velük Mazar-i-Sharif közelében.
- november 20. – Az amerikai Igazságügyminisztérium épületét George W. Bush jóváhagyásával  Robert F. Kennedyről nevezik el.
- november 25. – Megérkezett az amerikai tengerészgyalogosok első több száz fős egysége Kandahár körzetébe. Ezzel megkezdődtek az Afganisztáni háború szárazföldi hadműveletei.
- november 28. – Magyarország a tagjelöltek közül elsőként ideiglenesen lezárja a bel- és igazságügyi együttműködésre vonatkozó joganyagfejezetet.

### 2001 a tudományban
- szeptember 4. – az UNESCO Tihanyi Kálmán „radioskóp”-ról 1926-ban kelt szabadalmi bejelentését  beiktatja a Világemlékezet Program regiszerébe; a magyarok közül ez az első alkotás, amely felkerül a világlistára.
- szeptember 5. – elindul a magyar Wikipédia nulladik változata (a mai változat 2003. július 8-án indult).
- november 25. – A Massachusettsi Biotechnológia Company bejelenti az első klónozással létrehozott emberi embriót.

### 2001 a sportban
- Michael Schumacher megszerzi negyedik Formula–1-es világbajnoki címét a Ferrari csapattal.
- A Ferencváros nyeri az NB1-et. Ez a klub 27. bajnoki címe.

### 2001 a légi közlekedésben
- Szeptember 11-én terroristák eltérítenek négy repülőgépet, melyekből kettő a World Trade Center ikertornyaiba, egy a Pentagonba csapódik. A negyedik gép az utasok bátorsága miatt nem ért célba, egy Shanksville melletti mezőbe csapódott.
- Szeptember 5-én az üzemanyag újratöltése közben tűz keletkezett, a földi személyzet egyik dolgozója halálos égési sérüléseket szenvedett. A British Airways tulajdonában lévő repülőgép szárnya megperzselődött, a javítás után azonban ismét szolgálatba állították.
- November 12. – az American-Airlines 578-as járata New Yorkból Santo Domingóba, (Dominikai köztársaság): Az Airbus A300 egy előtte startoló Boeing 747-től származó légörvényen át repült. A gépet ekkor a másodpilóta irányította, aki az oldal-kormány rúdjának sorozatos, teljes, kétirányú elmozdításával reagált. Ezzel átlépte a repülőgép üzembiztonsági határait, amire a gép az egész oldal-kormánymű teljes kiesésével válaszolt. Az így kormányzás nélkül maradt repülőgép lezuhant egy lakótelepre. A gépen 260, a földön öt személy vált a baleset áldozatává. A baleseti jelentés a másodpilóta kiképzésében jelölte meg a fő okot. A legtöbb pilóta ugyanis hamisan úgy tudta, hogy a manőverezési sebesség alatti sebességek mellett nem csak egy, hanem minden rúdmozgatás megengedett.

### 2001 a televízióban
- december 11. – Kilenc évad és 195 epizód után véget ér a Kisváros című televíziós sorozat.

### 2001 új világörökségi helyszínei
- A Fertő-táj

### Születések
- január 3. – Boldog Emese magyar színésznő
- január 9. – Zeke Nnaji nigériai származású amerikai kosárlabdázó
- január 27. – Thomas Ceccon olasz úszó, ifjúsági olimpikon
- január 29. – Palotás Adél magyar rajzfilmrendező, színésznő
- március 8. – Koller Virág magyar szinkronszínésznő, gyermekszínész
- március 21. – Aurelian Dragomir román műugró, ifjúsági olimpikon
- március 25. – Pásztor Virág, magyar sorozatszínész, énekes
- április 6. - Oscar Piastri ausztrál autoversenyző, Formula–1-es pilóta
- április 16. – Tatiana Salcuțan moldáv úszó
- április 17. – Christian Braun amerikai kosárlabdázó
- május 14. – Jelinek Éva magyar színésznő, szinkronszínésznő
- augusztus 5. – Anthony Edwards amerikai kosárlabdázó
- augusztus 22. – Friewald Ruben magyar író, kultúrpolitikus
- szeptember 10. – Késely Ajna magyar válogatott úszó, junior Európa-bajnok
- szeptember 19. – Jaroszlava Olekszijivna Mahucsih ukrán atléta, magasugró, olimpiai- illetve világ- és Európa-bajnok
- szeptember 27. – Tocuka Júto japán snowboard versenyző
- október 20. – Paige Bueckers amerikai kosárlabdázó
- november 8. – Vincent Wiegand német műugró
- november 23. – Nico Porteous új-zélandi síakrobata, olimpikon
- december 18. – Billie Eilish amerikai énekesnő és dalszerző
- december 19. – Ilyés Laura magyar úszó

### Halálozások 2001-ben
augusztus 25. – Aaliyah amerikai énekesnő, producer, táncosnő, színésznő és modell

## Nemzeti ünnepek, évfordulók, események
- Az önkéntesek nemzetközi éve

## Nobel-díjak
| Fizikai            | Eric Cornell, Wolfgang Ketterle, Carl Wieman                                                                       |
| Kémiai             | William S. Knowles, Nojori Rjódzsi, K. Barry Sharpless                                                             |
| Orvosi-fiziológiai | Leland H. Hartwell, Timothy Hunt, Sir Paul Nurse                                                                   |
| Irodalmi           | Vidiadhar Surajprasad Naipaul trinidadi származású angol író                                                       |
| Béke               | Kofi Annan ghánai politikus, (ENSZ-főtitkár) „egy jobban szervezett és békésebb föld érdekében végzett munkájáért” |
| Közgazdasági       | George Akerlof, A. Michael Spence, Joseph Stiglitz                                                                 |